# Marcelino Núñez
Marcelino Núñez, né le 1er mars 2000 à Recoleta au Chili, est un footballeur international chilien. Il évolue au poste de milieu de terrain à Norwich City.

## Biographie

### En club
Né à Recoleta au Chili, Marcelino Núñez est formé par l'Universidad Católica. Il fait sa première apparition en professionnel le 21 février 2020, en championnat face au Deportes Iquique. Il entre en jeu à la place de César Pinares (en) et son équipe s'impose par trois buts à un. Il joue son premier match de Copa Libertadores, le 3 mars 2020 contre le SC Internacional. Il entre en jeu à la place de Luciano Aued et son équipe s'incline (3-0 score final). C'est dans cette même compétition qu'il inscrit son premier but en professionnel, le 10 mars suivant contre l'América de Cali. Son but ne suffit toutefois pas à obtenir un résultat (défaite 1-2 score final).
Il se révèle lors de la saison 2020 avec son coéquipier Clemente Montes, représentant le futur de l'Universidad Católica et glane le premier titre de sa carrière en étant sacré champion du Chili cette année-là.
Le 2 août 2022, Marcelino Núñez rejoint l'Angleterre afin de s'engager en faveur de Norwich City. Il signe un contrat courant jusqu'en juin 2026.

### En sélection
Il est retenu dans la liste du sélectionneur Martín Lasarte pour disputer la Copa América 2021.
Le 10 septembre 2021, Marcelino Núñez honore sa première sélection avec l'équipe nationale du Chili face à la Colombie. Il entre en jeu à la place de Claudio Baeza et son équipe s'incline par trois buts à un.

## Statistiques

### En sélection nationale
| Saison                | Sélection             | Phases finales        | Phases finales | Phases finales | Phases finales | Éliminatoires CDM | Éliminatoires CDM | Éliminatoires CDM | Matchs amicaux | Matchs amicaux | Matchs amicaux | Total | Total | Total |
| Saison                | Sélection             | Compétition           | M              | B              | Pd             | M                 | B                 | Pd                | M              | B              | Pd             | M     | B     | Pd    |
| --------------------- | --------------------- | --------------------- | -------------- | -------------- | -------------- | ----------------- | ----------------- | ----------------- | -------------- | -------------- | -------------- | ----- | ----- | ----- |
| 2020-2021             | Chili                 | Copa América 2024     | 0              | 0              | 0              | -                 | -                 | -                 | -              | -              | -              | 0     | 0     | 0     |
| 2021-2022             | Chili                 | -                     | -              | -              | -              | 7                 | 1                 | 1                 | 3              | 0              | 0              | 10    | 1     | 1     |
| 2022-2023             | Chili                 | -                     | -              | -              | -              | -                 | -                 | -                 | 8              | 2              | 2              | 8     | 2     | 2     |
| 2023-2024             | Chili                 | Copa América 2024     | 3              | 0              | 0              | 4                 | 1                 | 0                 | 3              | 1              | 0              | 10    | 2     | 0     |
| 2024-2025             | Chili                 | -                     | -              | -              | -              | 1                 | 0                 | 0                 | -              | -              | -              | 1     | 0     | 0     |
| Total sur la carrière | Total sur la carrière | Total sur la carrière | 3              | 0              | 0              | 12                | 2                 | 1                 | 14             | 3              | 2              | 29    | 5     | 3     |

## Palmarès
Universidad Católica
- Championnat du Chili (2) :
  - Champion : 2020 et 2021.